# Peter Jansen Wester

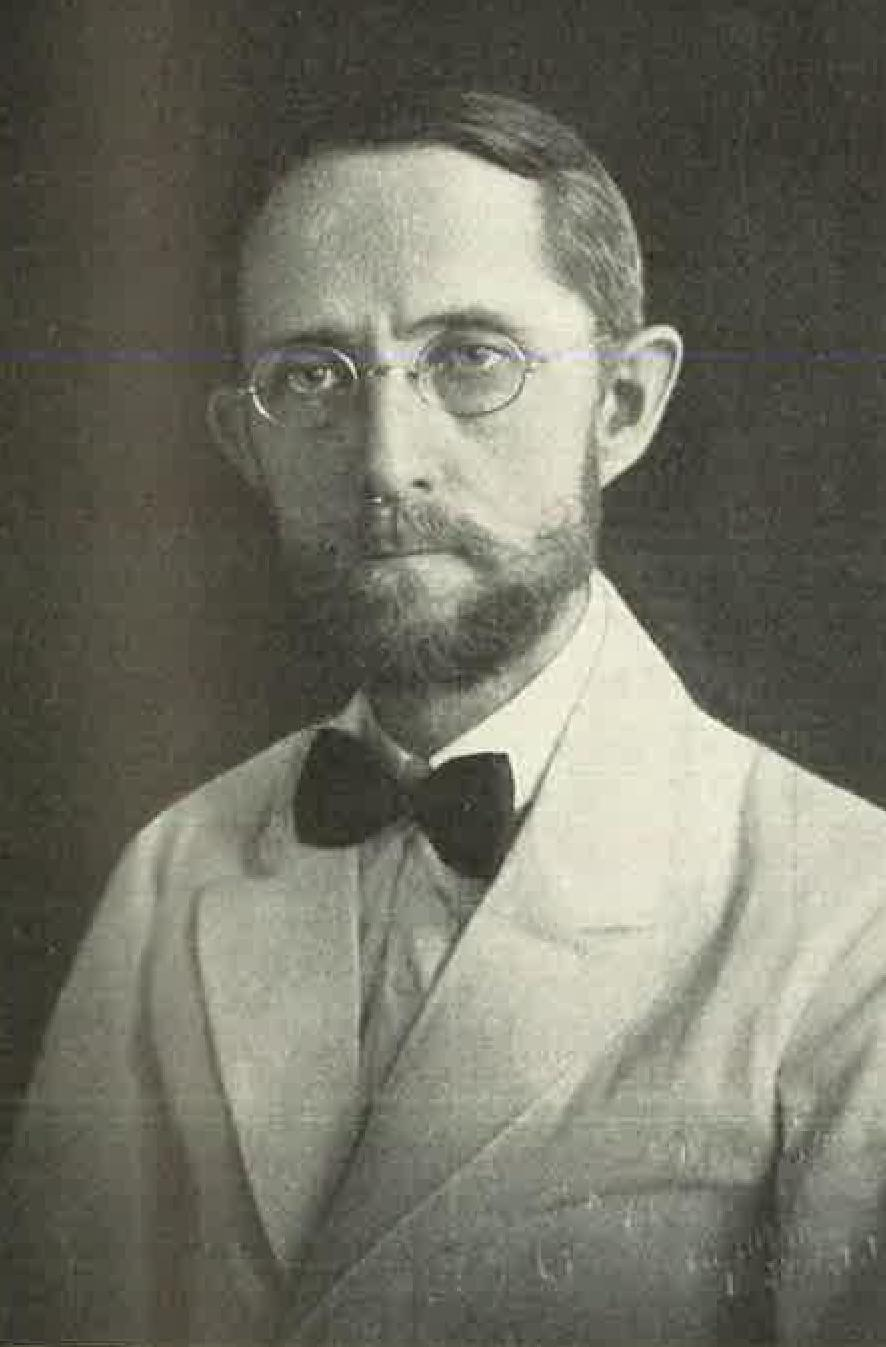

Peter Jansen Wester ( * 1877- 1931) fue un botánico y agrónomo estadounidense. Trabajó activamente con la familia de los cítricos Rutaceae.
Por muchos años fue director de la "Estación Experimental del USDA en Filipinas, y un experto en las spp. de mango (género Mangifera), sugiriendo su hibridación. (enlace roto disponible en Internet Archive; véase el historial, la primera versión y la última).
También fue genetista del "Laboratorio subtropical" del USDA en Miami.

## Algunas publicaciones
- Wester, PJ. 1908. The Correlation of Flower & Fruit Structure in Carica Papaya. Bull. Torrey Bot. Club, 35: 3: 141-146

- La abreviatura «Wester» se emplea para indicar a Peter Jansen Wester como autoridad en la descripción y clasificación científica de los vegetales.[1]

Este autor publicaba sus identificaciones y clasificaciones de nuevas especies en Philipp. Agric. Rev.